# Синг Бури
Синг Бури е една от 76-те провинции на Тайланд. Столицата ѝ е едноименния град Синг Бури. Населението на провинцията е 232 766 жители (2000 г. – 72-ра по население), а площта 822,5 кв. км (73-та по площ). Намира се в часова зона UTC+7. Разделена е на 6 района, които са разделени на 43 общини и 363 села.